# Stereogram

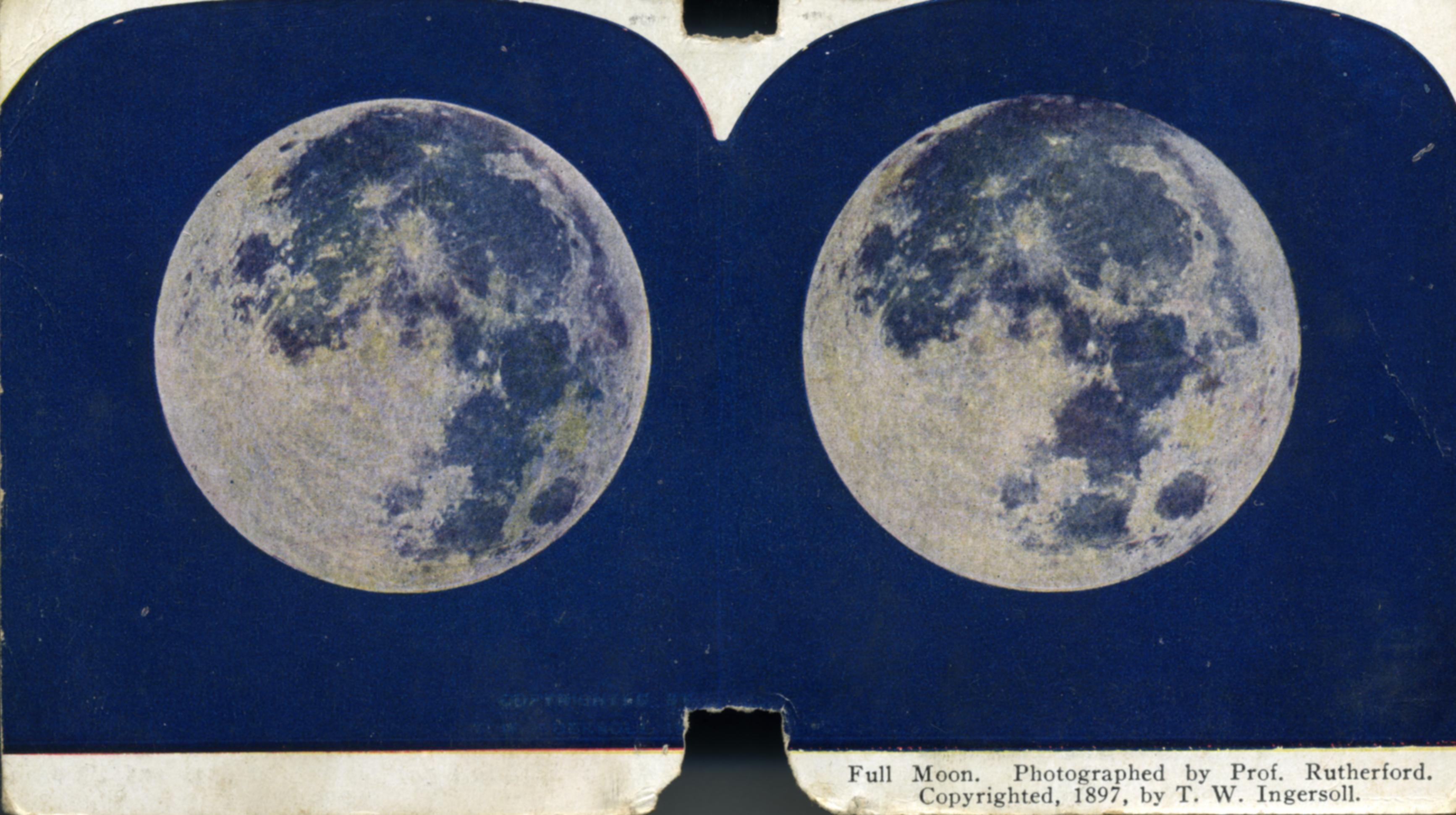
Stereogram księżyca z 1897 roku.

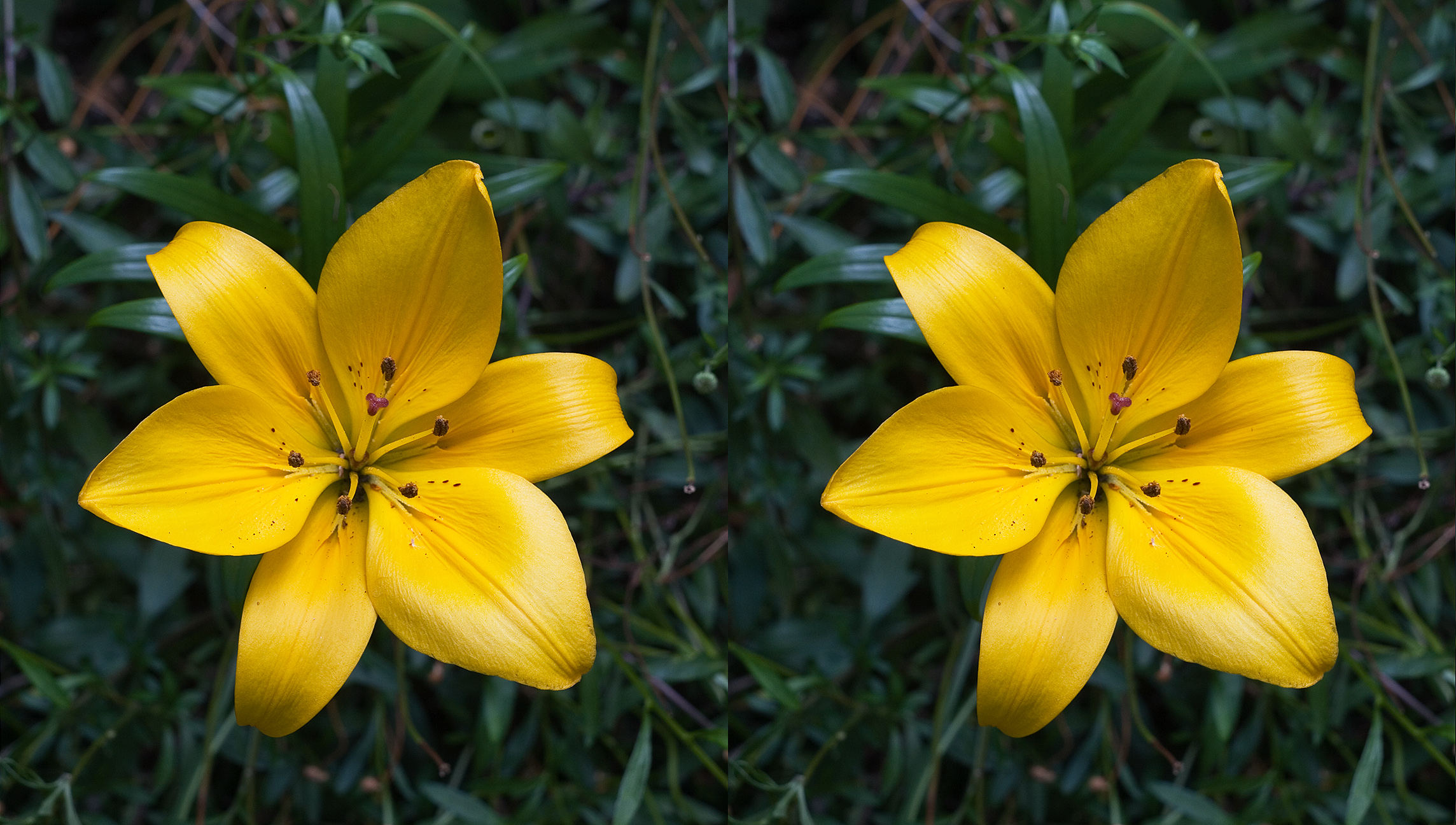
Stereogram kwiatu lilii.

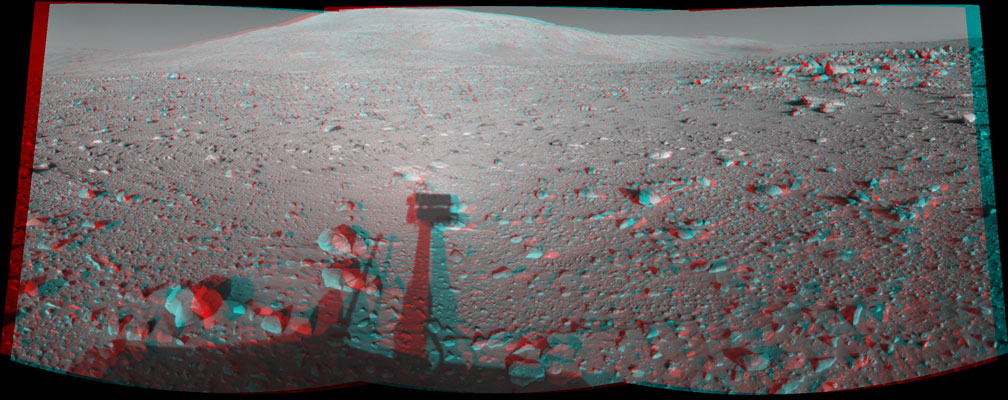
Anaglif powierzchni Marsa (do trójwymiarowego efektu potrzebne są specjalne okulary)

Stereogram, obraz stereoskopowy – obraz przedstawiony na płaszczyźnie w taki sposób, aby sprawiał wrażenie trójwymiarowego. Wrażenie to widz może osiągnąć przy zastosowaniu specjalnych okularów o różnobarwnych szkiełkach lub odpowiednio ustawiając wzrok (np. rozszczepiając go) – użyty sposób jest zależny od techniki, jaką utworzono stereogram.
Pierwsze stereogramy znano już w XIX w. Najczęściej była to stereoskopowa para zdjęć lub rysunków poprawnie zorientowana i umiejscowiona do obserwacji stereoskopowej.
Zasięg modelu stereoskopowego to fragment całkowitego pokrycia pary zdjęć fotograficznych, która wykorzystywana jest do opracowania fotogrametrycznego. Zasięg modelu w fotogrametrii lotniczej zazwyczaj odpowiada prostokątowi, którego szerokość jest równa bazie zdjęć, a długość jest określona odległością pomiędzy sąsiednimi liniami lotu.